# Sture Hägerroth
Ernst Sture Gustaf Hägerroth, född 13 januari 1927 i Stockholm, död 27 juli 2007, var en svensk jurist. 
Hägerroth blev juris kandidat vid Stockholms högskola 1951 och genomförde tingstjänstgöring 1951–1954 innan han blev fiskal i Svea hovrätt 1956. Han blev rådman i Stockholms rådhusrätt 1968, i Nyköpings tingsrätt 1972 och var lagman där 1978–1984. Från 1985 bedrev han egen verksamhet inom fastighetsjuridik. 
Hägerroth var son till poliskommissarie Erland Hägerroth och hans maka Elna, född Larsson. Han var gift från 1950 med Gudrun, född Engstrand 1926.